# Allatu

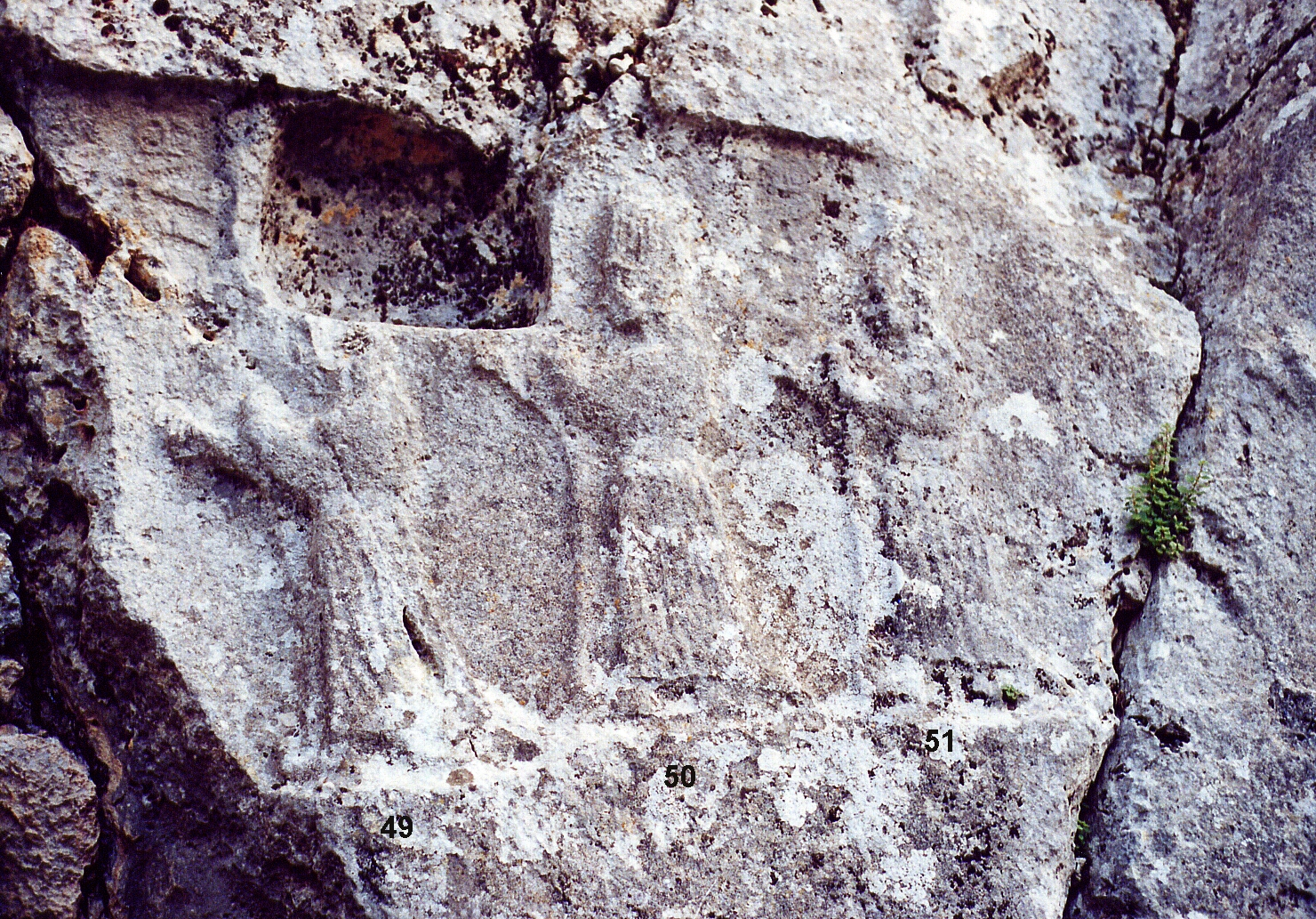
Allani, seguida de Išḫara y Nabarbi en el santuario rocoso hitita de Yazılıkaya.

Allatu o Allatum es una diosa del inframundo que tuvo como modelo a la diosa mesopotámica Ereshkigal y fue adorada por los pueblos semitas, incluidos los cartagineses.
Allatu es la diosa de la cópula, la esposa de Nergal. También puede ser equiparada con la diosa cananea Arsay.
Su nombre está relacionado con la diosa Allat, de hecho, una forma plural.